# Península Hollick-Kenyon

A Península Hollick-Kenyon é um aguilhão coberto de gelo da massa montanhosa principal da Península Antártica que se projeta sobre 40 milhas em arco, a nordeste de sua base, entre a Angra Mobiloil e a Angra Casey, na Antártida Ocidental.
Foi descoberta e parcialmente fotografada do ar por Lincoln Ellsworth em seu voo transantártico de 1935 da Ilha Dundee até ao Mar de Ross, e mais tarde a fotografou do ar e a delineou do solo pelo United States Antarctic Service (Serviço Antártico dos Estados Unidos) (USAS) em 1940.
Foi nomeada por Herbert Hollick-Kenyon, piloto no voo de Ellsworth em 1935, cuja demonstração da viabilidade de aterrissar e decolar de um aeroplano em áreas isoladas constitui uma contribuição distinta para a técnica de exploração da Antártica.
 Este artigo incorpora material em domínio público  de United States Geological Survey   , documento "Península Hollick-Kenyon" (conteúdo do Geographic Names Information System).